# Chaudenay (Saône-et-Loire)
Chaudenay é uma comuna francesa na região administrativa de Borgonha-Franco-Condado, no departamento Saône-et-Loire. Estende-se por uma área de 8,18 km². Em 2010 a comuna tinha 1 138 habitantes (densidade: 139,1 hab./km²).